# Episodi di The Cleaning Lady (seconda stagione)
La seconda stagione della serie televisiva The Cleaning Lady, composta da 12 episodi, è stata trasmessa in prima visione assoluta negli Stati Uniti d'America da Fox dal 19 settembre al 12 dicembre 2022.
In Italia la stagione viene trasmessa in prima visione, in seconda serata, da Italia 1 dal 6 luglio al 28 settembre 2023.
| nº | Titolo originale      | Titolo italiano        | Prima TV USA      | Prima TV Italia   |
| -- | --------------------- | ---------------------- | ----------------- | ----------------- |
| 1  | Sins of the Father    | I peccati del padre    | 19 settembre 2022 | 6 luglio 2023     |
| 2  | Lolo and Lola         | Il funerale            | 26 settembre 2022 | 13 luglio 2023    |
| 3  | El Diablo Que Conoces | Il Diavolo che conosci | 3 ottobre 2022    | 27 luglio 2023    |
| 4  | Bahala Na             | Bahala na              | 10 ottobre 2022   | 3 agosto 2023     |
| 5  | The Brit              | Do ut des              | 17 ottobre 2022   | 10 agosto 2023    |
| 6  | Paradise Lost         | Paradiso perduto       | 24 ottobre 2022   | 17 agosto 2023    |
| 7  | Truth or Consequences | Obbligo o verità       | 7 novembre 2022   | 24 agosto 2023    |
| 8  | Spousal Privilege     | Segreto coniugale      | 14 novembre 2022  | 31 agosto 2023    |
| 9  | The Ask               | La richiesta           | 28 novembre 2022  | 7 settembre 2023  |
| 10 | Trust                 | Fiducia                | 5 dicembre 2022   | 14 settembre 2023 |
| 11 | Sanctuary             | Farmaco illegale       | 12 dicembre 2022  | 21 settembre 2023 |
| 12 | At Long Last          | Finalmente             | 12 dicembre 2022  | 28 settembre 2023 |